# Гільбертів простір

Стан вібруючої струни можна змоделювати як точку у гільбертовому просторі. Декомпозиція вібруючої струни на її вібрації в різних обертонах задається проєкцією точки на координатні осі в просторі.

Гі́льбертів про́стір (на честь Давида Гільберта) — це узагальнення поняття евклідового простору на нескінченновимірний випадок. Є лінійним простором над полем дійсних або комплексних чисел (прийменник «над» означає, що у такому просторі дозволені операції множення на скаляри із відповідних полів), із визначеним скалярним добутком. Останній дозволяє:
1. вводити поняття, аналогічні звичним поняттям ортогональності і кута;
2. визначити метрику, відносно якої гільбертів простір є повним метричним простором.

Гільбертові простори часто виникають у математиці та фізиці — як правило, як функціональні простори. Вперше вони досліджувалися з цієї точки зору в першому десятилітті 20-го століття Давидом Гільбертом, Ерхардом Шмідтом і Фріджесом Рісом. Гільбертові простори є незамінними інструментами в теорії диференціальних рівнянь у частинних похідних, квантовій механіці, аналізі Фур'є (який включає застосування до обробки сигналів і теплопередачі) та ергодичній теорії (яка формує математичну основу термодинаміки). Джон фон Нейман ввів термін «Гільбертовий простір» для абстрактної концепції, яка лежить в основі багатьох із цих різноманітних застосувань. Успіх методів простору Гільберта започаткував дуже плідну еру функціонального аналізу. Окрім класичних евклідових векторних просторів, прикладами гільбертових просторів є простори квадратично-інтегрованих функцій, простори послідовностей, простори Соболєва, що складаються з узагальнених функцій, і простори Харді голоморфних функцій.
Геометрична інтуїція відіграє важливу роль у багатьох аспектах теорії гільбертового простору. Так, у гільбертовому просторі справедливі точні аналоги теореми Піфагора і правила паралелограма. На глибшому рівні — перпендикулярна проекція на лінійний підпростір або підпростір (аналог «опускання висоти» в трикутнику) відіграє значну роль у вирішенні проблем оптимізації. Елемент гільбертового простору може бути однозначно заданий його координатами відносно ортонормованого базису, за аналогією з декартовими координатами в класичній геометрії. Коли цей базис є зліченно-нескінченним, це дозволяє ототожнити гільбертовий простір з простором нескінченних послідовностей, які сумуються квадратами. Останній простір часто в старій літературі називають простором Гільберта.

## Означення
Гільбертовим простором називається векторний простір {\displaystyle H}над полем дійсних або комплексних чисел разом зі скалярним добутком — функцією від двох змінних {\displaystyle (\cdot ,\cdot ):H\times H\to \mathbb {R} }(або {\displaystyle \mathbb {C} }, у випадку використання поля комплексних чисел), що задовольняє такі умови:
1. {\displaystyle (x,x)\geq 0} для кожного {\displaystyle x\in H}
2. {\displaystyle (x,x)=0} тоді і лише тоді, коли {\displaystyle x=0}
3. {\displaystyle (x+y,z)=(x,z)+(y,z)} для довільних трьох {\displaystyle x,y,z\in H}
4. {\displaystyle (\alpha x,y)=\alpha (x,y)}, де {\displaystyle x,y\in H}, {\displaystyle \alpha } — елемент скалярного поля. ({\displaystyle \mathbb {R} } або {\displaystyle \mathbb {C} })
5. {\displaystyle (x,y)={\overline {(y,x)}}\ x,y\in H}
6. Для довільної послідовності {\displaystyle x_{n}\in H,\ n=1,2,\ldots ,}, для якої виконано (умова фундаментальності)

знайдеться елемент {\displaystyle x\in H}, що для нього
Тоді кажуть, що {\displaystyle x} є границею послідовності {\displaystyle x_{n}}.
Наведене вище означення однаково застосовне як для випадку простору над дійсними числами, так і над комплексними; досить зауважити, що у першому випадку в умові 5 маємо просто симетричність скалярного добутку: {\displaystyle (x,y)=(y,x)}.
Іноді також вимагається, щоб для розмірності простору виконувалось {\displaystyle dimH=\infty }, хоча, очевидно, евклідові (скінченновимірні) простори можна розглядати як гільбертові без жодних додаткових застережень.
Слід зазначити, що умова 6 означає повноту простору відносно норми, заданої, як {\displaystyle \|x\|={\sqrt {(x,x)}}} (те, що наведена функція справді є нормою, випливає із вказаних вище властивостей скалярного добутку); враховуючи лінійність, маємо, що кожен гільбертів простір є одночасно банаховим простором (тобто, повним нормованим векторним простором) із нормою {\displaystyle \|x\|={\sqrt {(x,x)}}}.
Гільбертів простір є узагальненням для випадку нескінченної розмірності як евклідового простору {\displaystyle \mathbb {R} ^{n}} так і ермітового простору {\displaystyle \mathbb {C} ^{n}.}
Передгільбертів простір — векторний простір зі скалярним добутком (умови 1-5). Умови повноти простору 6 немає, тому він, загалом, не є банаховим.
Лінійне відображення {\displaystyle \ L:H_{1}\to H_{2}} між двома (комплексними) гільбертовими просторами називається ізометрією, якщо воно зберігає (ермітовий) скалярний добуток, тобто для будь-яких векторів {\displaystyle u,v\in H_{1},} виконується рівність {\displaystyle (L(u),L(v))=(u,v).}
За допомогою тотожності паралелограма,
{\displaystyle \|x+y\|^{2}+\|x-y\|^{2}=2(\|x\|^{2}+\|y\|^{2})}
(випливає із властивостей скалярного добутку і означення норми у гільбертовому просторі; {\displaystyle x,y\in H} — довільні) доводиться, що {\displaystyle L} є ізометрією тоді і тільки тоді, коли воно зберігає норму, тобто {\displaystyle \|L(v)\|=\|v\|} для будь-якого {\displaystyle v\in H_{1}.} Ізометрія між двома гільбертовими просторами, що є бієкцією, називається
ізоморфізмом гільбертових просторів.

## Приклади
1. Простір {\displaystyle l^{2},} що складається зі збіжних послідовностей комплексних чисел — тобто, послідовностей, для яких
{\displaystyle \mathbf {x} =(x_{1},x_{2},\ldots ,x_{n},\ldots ),\quad \|\mathbf {x} \|^{2}=\sum _{n\geq 1}|x_{n}|^{2}<\infty ,}
із ермітовим скалярним добутком
{\displaystyle (\mathbf {x} ,\mathbf {y} )=\sum _{n\geq 1}x_{n}{\overline {y_{n}}}}
є комплексним гільбертовим простором. Якщо обмежитися лише послідовностями з дійсними членами, то одержимо дійсний гільбертів простір. Те, що {\displaystyle (\mathbf {x} ,\mathbf {y} )<\infty ,} тобто ряд збігається — не очевидний факт, що потребує доведення. Збіжність ряда випливає із нерівності Коші-Буняковського, застосованої до перших {\displaystyle n} членів послідовностей {\displaystyle \mathbf {x} } і {\displaystyle \mathbf {y} .} Отож, отримуємо, що
{\displaystyle |(\mathbf {x} ,\mathbf {y} )|\leq \|\mathbf {x} \|\|\mathbf {y} \|.}
У курсі функціонального аналізу доводиться також, що простір {\displaystyle l^{2}} — повний і, таким чином, задовольняє всім аксіомам гільбертового простору.
2. Гільбертів простір {\displaystyle L^{2}[-\pi ,\pi ]} квадратично-інтегрованих за Лебегом функцій на відрізку {\displaystyle [-\pi ,\pi ]} утворюється з лінійного простору неперервних комплекснозначних функцій на цьому відрізку за операцією поповнення. Наведемо лише означення ермітового скалярного добутку на {\displaystyle L^{2}[-\pi ,\pi ]}:
{\displaystyle (f,g)={\frac {1}{2\pi }}\int _{-\pi }^{\pi }f(x){\overline {g(x)}}dx.}

## Ортонормальні базиси: координати у гільбертовому просторі
У будь-якому гільбертовому просторі {\displaystyle H} можна ввести систему координат, що
узагальнюють декартові координати на площині або в звичайному тривимірному евклідовому просторі. Це досягається за допомогою вибору ортонормального базису в {\displaystyle H.}
Система векторів {\displaystyle \{u_{i}:i\in I\}} гільбертового простору {\displaystyle H,} що індексується множиною {\displaystyle I,} називається ортогональною, якщо {\displaystyle (u_{i},u_{j})=0} для будь-яких {\displaystyle i\neq j\in I}
і ортонормальною, якщо додатково {\displaystyle (u_{i},u_{i})=1} для будь-якого {\displaystyle i\in I.}
Отже, ортонормальна система складається з попарно ортогональних векторів гільбертового простору одиничної довжини. Система векторів називається повною, якщо множина їх скінчених лінійних комбінацій — щільна у {\displaystyle H.}
Повна ортонормальна система векторів гільбертового простору {\displaystyle H} називається ортонормальним базисом у {\displaystyle H.} Повнота ортонормальної системи векторів перевіряється за допомогою рівності Парсеваля, див. нижче.
 Координати вектора {\displaystyle w\in H} відносно даного ортонормального базису — це скаляри {\displaystyle a_{i}=(u_{i},w),i\in I.} Вектор {\displaystyle w} повністю визначений своїми координатами і може бути формально розкладений за елементами ортонормального базису:
{\displaystyle w=\sum _{i\in I}a_{i}u_{i}=\sum _{i\in I}(u_{i},w)u_{i}.}
Сепарабельні гільбертові простори утворюють найважливіший клас нескінченновимірних гільбертових просторів. Вони можуть бути охарактеризовані як такі, в яких можна обрати ортонормальний базис із зліченної множини векторів. Виявляється, що
за обранням ортонормального базису {\displaystyle \{u_{1},u_{2},\ldots ,u_{n},\ldots \},}
будь-який (нескінченовимірний) сепарабельний гільбертів простір {\displaystyle H} стає ізоморфним до {\displaystyle l^{2}.}
Дійсно, розгляньмо відображення
{\displaystyle L:H\to l^{2},\quad L(v)=\{(v,u_{n}):n=1,2,\ldots \},}
яке будь-якому вектору {\displaystyle v\in H} ставить у відповідність послідовність його координат відносно ортонормального базису {\displaystyle \{u_{n}:n\in \mathbb {N} \}.} Тоді {\displaystyle L} — це лінійне відображення, і потрібно ще переконатися, що воно є ізометрією з образом {\displaystyle l^{2}.} Ці властивості випливають з наступної рівності Парсеваля.

## Рівність Парсеваля
Припустимо, що {\displaystyle \{u_{1},u_{2},\ldots \}} — це скінченна або зліченна ортонормальна система векторів у гільбертовому просторі {\displaystyle H.} Повнота цієї системи еквівалентна виконанню наступної рівності для всіх векторів {\displaystyle v\in H:}
{\displaystyle \sum |(u_{i},v)|^{2}=(v,v),}
де сума розповсюджується на всі елементи даної системи векторів. У будь-якому разі, ряд у лівій частині цієї рівності збігається і його сума не перевищує праву частину, цей факт називається нерівністю Бесселя.
Рівність Парсеваля вперше з'явилась у дослідженні рядів Фур'є неперервних функцій на скінченному інтервалі у такому вигляді:
{\displaystyle 2a_{0}^{2}+\sum _{n=1}^{\infty }(a_{n}^{2}+b_{n}^{2})={\frac {1}{\pi }}\int _{-\pi }^{\pi }f(x)^{2}dx,\quad } де
{\displaystyle a_{0}={\frac {1}{2\pi }}\int _{-\pi }^{\pi }f(x)dx,\quad a_{n}={\frac {1}{\pi }}\int _{-\pi }^{\pi }f(x)\cos(nx)dx,\quad b_{n}={\frac {1}{\pi }}\int _{-\pi }^{\pi }f(x)\sin(nx)dx,\quad n\geq 1} — коефіцієнти Фур'є дійсної функції {\displaystyle f(x),-\pi \leq x\leq \pi .} За елементарними перетвореннями, з цього випливає, що комплексні експоненціальні функції {\displaystyle \{e^{inx}=\cos(nx)+i\sin(nx),n\in \mathbb {Z} \}} утворюють ортонормальний базис у означеному вище комплексному гільбертовому просторі {\displaystyle L^{2}[-\pi ,\pi ].}